# Побратими
Побратими (пол. Pobratymy) — село в Польщі, у гміні Ґрембкув Венґровського повіту Мазовецького воєводства.
Населення — 146 осіб (2011).
У 1975-1998 роках село належало до Седлецького воєводства.

## Демографія
Демографічна структура станом на 31 березня 2011 року:
|          | Загалом | Допрацездатний вік | Працездатний вік | Постпрацездатний вік |
| -------- | ------- | ------------------ | ---------------- | -------------------- |
| Чоловіки | 73      | 21                 | 38               | 14                   |
| Жінки    | 73      | 21                 | 33               | 19                   |
| Разом    | 146     | 42                 | 71               | 33                   |